# アレクサンダー・ヌーリ
アレクダンダー・ヌーリ（Alexander Nouri、1979年8月20日- ）は、ドイツ・ブクステフーデ出身のサッカー指導者であり、元サッカー選手。

## 経歴
ドイツ人の母とイラン人の父を持ち、ハンブルクに程近いブクステフーデで生まれる。大学では化学を学んだ。
ユース時代はTSVブクステフーデ・アルトクロースター、ブクステフーダー SV、SCフォアヴェルツ・ヴァッカー04ビルシュテット、ヴェルダー・ブレーメンのU-16/U-17及びU-18/U-19でプレーした。1998年ヴェルダー・ブレーメンで選手登録をした後、USL-Aリーグ(DivisionⅡleague)にレンタル移籍し、プレーした。
帰国後、3部に属するレギオナールリーガ・ノルトのヴェルダー・ブレーメンのセカンドチームでプレーし、2001年7月同リーグのKFCユルディンゲン05に移籍。
2004年夏、クラウス-ディーター・ヴォリッツ監督の下VfLオスナブリュックへ移籍し、2007年ブンデスリーガ2部に昇格する。
2007-08シーズン、ドイツ・ブンデスリーガ2部で合計17試合に出場し、12位でシーズンを終えた。
2008-09シーズン、4部リーグのホルシュタイン・キールに3年契約で移籍。2009年にドイツ・ブンデスリーガ3部昇格を達成。
2010-11シーズン、オーバーリーガのVfBオルデンブルクに移籍。
2012年、選手としてのキャリアを終える。
ドイツU-15とU-16の代表に選ばれ、1996年にはUEFA U-16欧州選手権に参加している。

## 指導者経歴
VfBオルデンブルクでフィジカルコーチを担当していたが、2011年夏から2013年4月までコーチに就任する。
2013年4月22日、VfBオルデンブルク(レギオナールリーガ)の監督兼スポーツ・ディレクターに就任し、2013-14シーズンは3位でシーズンを終える。
2014年7月1日、3年契約でヴェルダー・ブレーメンのトップチーム及びU-23のコーチに就任。2014年10月25日、ヴィクトール・スクリプニクがトップチームの監督になったことにより、自身はU-23の監督に就任。ボルシア・メンヒェングラートバッハⅡとの昇格戦を制し、レギオナールリーガ・ノルトでの優勝とドイツ・ブンデスリーガ3部昇格を決めた。
2016年春、へネス・ヴァイスヴァイラー・アカデミーでUEFAプロライセンスを取得。
2016年10月、ヴェルダー・ブレーメンのトップチームの監督に就任。2016-17シーズンは8位でシーズンを終えた。
2018年9月24日、第6節を終え勝ち点5、15位につけていたドイツ・ブンデスリーガ2部のFCインゴルシュタット04の監督に就任。
2019年11月27日、ユルゲン・クリンスマン監督率いるドイツ・ブンデスリーガ1部のヘルタ・ベルリンのコーチに就任。
2020年2月11日、ユルゲン・クリンスマンの後をうけて、暫定監督を務めた。

## 個人
- イランにルーツを持ち、ドイツ国籍と合わせてイラン国籍も所持している。自身によれば、ペルシャ語は少しだけ話せるとのこと。
- 2009年から2013年DHfPG(単科大学)の通信教育で健康マネジメントを専攻し学士を取得している。既婚者で2児の父。